# Opencor
OpenCor («Опенко́р») — сеть супермаркетов в Испании, принадлежавшая группе El Corte Inglés. В магазинах Opencor реализовалась новая концепция супермаркетов, открытых 365 дней в году. Некоторые магазины работали круглосуточно, но большинство супермаркетов Opencor открыты с 7 или 8 часов утра и до 1 или 2 часов ночи. Первый магазин Opencor открылся в Мадриде 18 мая 2000 года.
В магазинах Opencor представлены товары первой необходимости: продукты питания и бытовая химия, но также компакт-диски, видеоигры и фильмы. Магазины Opencor также открыты на некоторых заправочных станциях Repsol.
В настоящее время производится ребрендинг супермаркетов под новым названием SUPERCOR EXPRESS.